# Річка Дідеса
Дідеса (вимовляється: ɗeɗ:e: s:a) — річка в західній Ефіопії. Притока річки Абай, вона бере початок у горах Гомма, тече в північно-західному напрямку. Площа водозбору Дідеси становить близько 25,800 км2, що охоплює частини регіону Бенішангул-Гумуз і зону Західної Велеги регіону Оромія.
Притоки на правому березі: Енарея, Ает, Вама, Ангар; з лівого боку найважливіша притока — річка Добана.

## Історія
Незважаючи на зусилля дослідників і присутність людей у цьому районі приблизно з моменту виникнення людського виду, курс Дідеси від її точки біля Некемте до її злиття з Абаєм, очевидно, був простежений лише в 1935 році Данлопом і Тейлором. Деджазмах Хабте Мар'ям, місцевий чиновник у Некемте, якось сказав їм, «що ніхто, навіть місцеві, наскільки йому відомо, ніколи не стежили за течією річки до її злиття з Аббаєм».

## Зрошувальна гребля Ангер
14 червня 2021 року президент регіонального штату Оромія Шимеліс Абдіса та міністр водних ресурсів, іригації та енергетики Сілеші Бекеле оголосили про початок будівництва зрошувальної греблі Ангер на річці Дідеса, яке має завершитися через три роки.